# Rémi-Danvignes
Rémi-Danvignes & Cie war ein französischer Hersteller von Automobilen.

## Unternehmensgeschichte
Rémi Danvignes gründete 1935 das Unternehmen. Standort war am Boulevard Richard-Lenoir 6 in Paris. Die Produktion von Automobilen begann. Der Markenname lautete Rémi-Danvignes. 1939 endete die Produktion.

## Fahrzeuge
Das Unternehmen stellte sportliche Zweisitzer her. Im ersten Modell sorgte ein wassergekühlter Zweizylindermotor mit OHV-Ventilsteuerung und 750 cm³ Hubraum für den Antrieb. Das Getriebe verfügte über vier Gänge. Der Neupreis betrug 11.900 Französische Franc. Bis zum Sommer 1938 entstanden wöchentlich etwa 2 Fahrzeuge.
1938 präsentierte Danvignes ein neues Modell. Ein Vierzylindermotor von Ruby mit 1078 cm³ Hubraum sorgte für den Antrieb. Pourtout stellte die Karosserien her.